# Adrienne von Speyr

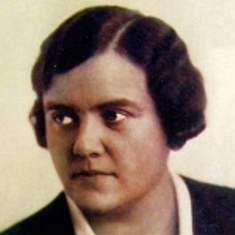
Zdjęcie z około 1930

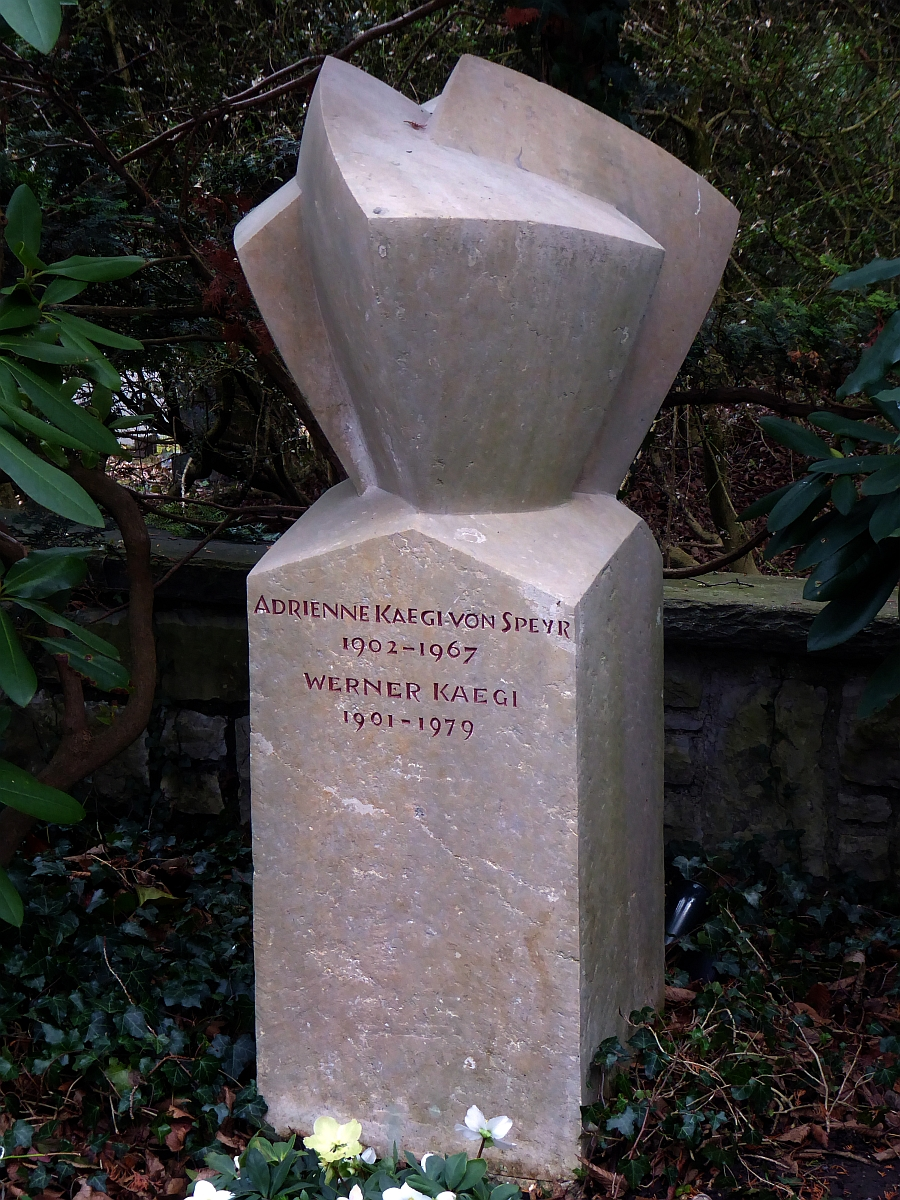
Grób na cmentarzu Hörnli w Bazylei

Adrienne von Speyr (ur. 20 września 1902 w La Chaux-de-Fonds, zm. 18 września 1967 w Bazylei) – szwajcarska lekarka, mistyczka katolicka, stygmatyczka, autorka dzieł teologicznych.

## Życiorys
Była córką okulisty. Jej protestancka rodzina w Bazylei miała średniowieczne korzenie. Jej matka pochodziła z rodziny genewskich jubilerów i zegarmistrzów. Traktowała córkę z chłodnym dystansem i bez miłości. Mając sześć lat miała widzenie – spotkała św. Ignacego Loyolę. W latach szkolnych chętnie pomagała innym i brała na siebie cudze przewinienia. Letnie wakacje spędzała u wujka, w zakładzie dla umysłowo chorych w Waldau, gdzie potrafiła uspokajać bardzo agresywnych pacjentów. Protestantyzm wydawał jej się pusty i martwy, a rozmowy z pastorami sprawiały jej zawód. Mając piętnaście lat miała widzenie Matki Boskiej i od tego czasu nosiła niewielką ranę pod lewą piersią. Jej skłonność do poświęceń sprawiła, że postanowiła zostać lekarzem (wcześniej próbowała studiować ekonomię), z czym nie zgadzała się matka. Ojciec był życzliwszy temu projektowi, w związku z czym ostatecznie ukończyła studia medyczne.
Latem 1927 poznała Emila Dürra, owdowiałego profesora historii Uniwersytetu w Bazylei, swojego przyszłego męża, który zmarł w 1934. Z tego szczęśliwego związku miała dwóch synów. W 1936 wyszła ponownie za mąż, za Wernera Kaegi (zm. 1979), ucznia i następcę Dürra.
Przed konwersją na katolicyzm odkryła w sobie niemożność wypowiedzenia słów Bądź wola twoja!. 1 listopada 1940 przyjęła chrzest katolicki. Po konwersji, od 1941, rozpoczęły się jej regularne widzenia, a od 1943 stygmaty. Rodzina, po pierwszym zaskoczeniu, przyjęła do wiadomości jej zmianę wyznania, a z czasem nawet matka nawiązała z nią żywsze kontakty. Do grona jej znajomych należeli m.in. Albert Béguin, Hugo Rahner, Erich Przywara, Henri de Lubac, Reinhold Schneider, Annette Kolb i Gabriel Marcel.
W 1940 przeżyła zawał serca, a wkrótce rozwinęła się u niej cukrzyca i otyłość. Od 1954 jej stan zdrowia pogorszył się na tyle, że nie mogła już pracować jako lekarz (od 1931 codziennie przyjmowała od 60 do 80 pacjentów, ubogich leczyła bezpłatnie, godziła skłócone małżeństwa i odwodziła kobiety od aborcji). W 1964 straciła wzrok.

## Dogmatyka i objawienia
Dogmatyka von Speyr nie wypływała z doświadczenia naukowego i studiów, lecz z doświadczenia modlitewnego. Była autorką licznych (silnych pod względem erudycyjnym) komentarzy biblijnych, ale według Hansa Ursa von Balthasara, nie ma dowodów na to, by kiedykolwiek czytała jakąkolwiek książkę egzegetyczną, a literaturę religijną znała słabo. Czytała na pewno Listy św. Ignacego oraz dzieła św. Teresy z Ávili, a jej Dzieje duszy przetłumaczyła na język niemiecki. Komentowała głównie Pisma św. Jana, Listy św. Pawła, Apokalipsę oraz części Starego Testamentu. Teksty dyktowała i w tej formie od razu nadawały się do druku bez korekt.
Jej objawienia rozpoczęły się w 1941. Corocznie, podczas Wielkiego Tygodnia przeżywała wydarzenia Męki Chrystusa. stygmaty otrzymała po raz pierwszy w 1943 – były to niewielkie rany, które stopniowo stały się prawie niewidoczne i na zewnątrz były dostrzegalne tylko podczas Wielkiego Piątku. Wielkopiątkowe doświadczenia kończyły się około godziny 15:00, a potem rozpoczynało się doświadczenie charakteryzowane jako Zstąpienie do Piekieł trwające do Niedzieli Wielkanocnej. Po zakończeniu tego stanu dawała opis pobytu Chrystusa w piekle (zostały one wydane przez wydawnictwo Johannes Verlag w zbiorze Kreuz und Hölle I z 1972). Piekło opisywała jako miejsce, gdzie brak światła wiary, nadziei i miłości oraz, gdzie występuje całkowity brak uczestnictwa w życiu Boga. Piekło jest summą bezbożności, śmietnikiem stworzenia i miejscem tego wszystkiego, od czego Chrystus uwolnił świat. Widziała w tym miejscu jedynie bezkresna pustkę. Nie było tam ludzi, a jedynie grzechy opadające w dół. Jej doświadczenia rzucały światło w dyskursie teologicznym na temat tego, czy piekło jest zamieszkałe. W trakcie widzeń doświadczała też czyśćca, znajdującego się w połowie drogi do piekła. Był on zaludniony przez grzeszników patrzących w kierunku piekła i lękających się jego ognia. Samo piekło było natomiast skrajnie puste i maksymalnie oddalone od Boga.

## Życie prywatne
Miała starszą siostrę, Helenę oraz dwóch braci: Wilhelma (lekarza) i Teodora (dyrektora jednego z banków w Londynie).

## Dzieła
Wybrane dzieła:
- Magd des Herrn (1948), tematyka maryjna,
- Die Sendung der Propheten (1953), portrety postaci starotestamentowych,
- Die Beichte (pol. Spowiedź, 1960), o spowiedzi,
- Das Allerheiligenbuch (1966), portrety około 250 świętych[1].